# Stiphra brevirostris
Stiphra brevirostris is een rechtvleugelig insect uit de familie Proscopiidae. De wetenschappelijke naam van deze soort is voor het eerst geldig gepubliceerd in 1913 door Bruner.